# Удок
Удок (цез. Удокъ) — село в Цунтинском районе Республики Дагестан. Входит в состав Терутлинского сельсовета.

## География
Село находится на берегу реки Цебаритлар (бассейн р. Метлюта), на расстоянии 23 км к северо-западу от села Цунта, административного центра района.

## Население
| 1939 | 1970 | 1989 | 2002 | 2010 | 2021 |
| ---- | ---- | ---- | ---- | ---- | ---- |
| 55   | ↗82  | ↗127 | ↗152 | ↘151 | ↗274 |